# Hules Béla
Hules Béla (Adalberto Hules) (Zalabér, 1926. november 29. – Tinnye, 2002. március 7.) magyar író, költő, filozófus, eszperantista, egyetemi tanár.

## Életpályája
Középiskolai tanulmányait Zalaegerszegen és Székesfehérváron végezte el. Egyetemi tanulmányait a Pázmány Péter Tudományegyetem filozófia szakán kezdte, majd 1947–1951 között az ELTE BTK magyar–latin szakán fejezte be. 1951–1957 között Nagykanizsán tanított. Az 1956-os forradalomban folytatott tevékenysége miatt 1957-ben letartóztatták, 1958-ban viszont szabadlábra helyezték. 1958-ban a fővárosba költözött. 1958–1961 között tudományos kutatóként dolgozott. 1961–1964 között alkalmi fordító volt. 1964–1967 között Mohácson oktatott. 1967–1968 között a Pécsi Tanárképző Főiskola eszperantó tanára volt. 1969–1979 között a Pécsi Vízműnél gépkezelőként dolgozott. 1979-ben nyugdíjba vonult. 1995–2000 között a Vadamosi Füzetek sorozat szerkesztője volt. 2001-től Tinnyén élt.

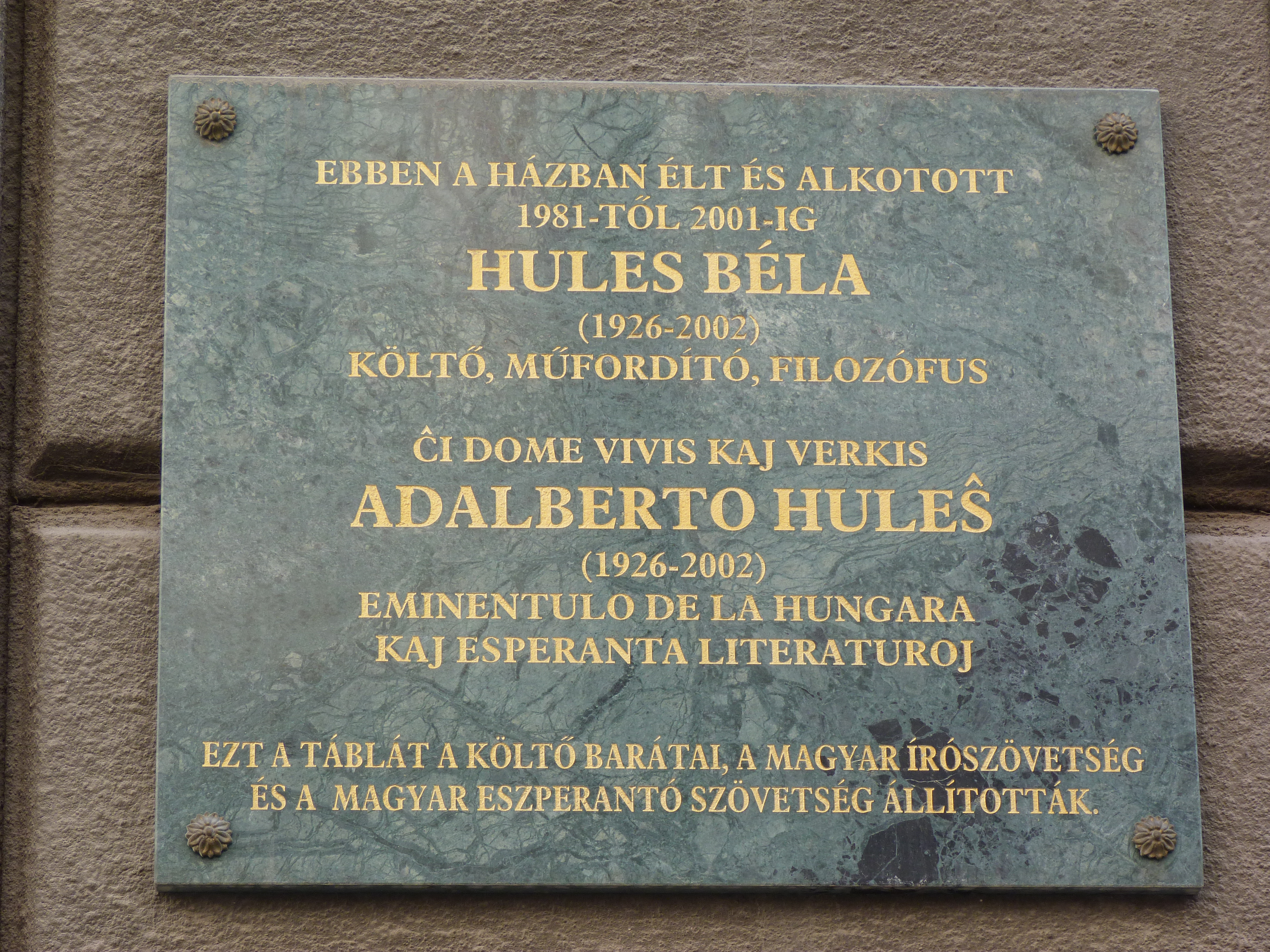
Kétnyelvű emléktáblája Budapesten
(VIII. ker., Kőfaragó utca 3)

## Művei
- Adalberto Hules: Katoj kaj ĉevaloj; Bp., HEA, 1982
- Magányos iniciálé (versek, 1985)
- Egér-pillanat (versek, 1996)
- Hulló levelek vére (versek, 1997)
- Jó és rossz (1999)
- Az Emberi Lényeg és a lelketlen Gép – avagy melyik lábunkra álljunk? (2000)
- Aki A-t mond, mondjon B-t is (versek, 2001)

## Díjai
- Európa-díj (1980)